# Kjołmen
Kjołmen (bułg. Кьолмен) – wieś w Bułgarii, w obwodzie Szumen, w gminie Wyrbica. W 2024 roku liczyła 86 mieszkańców.